# 阿尔博因

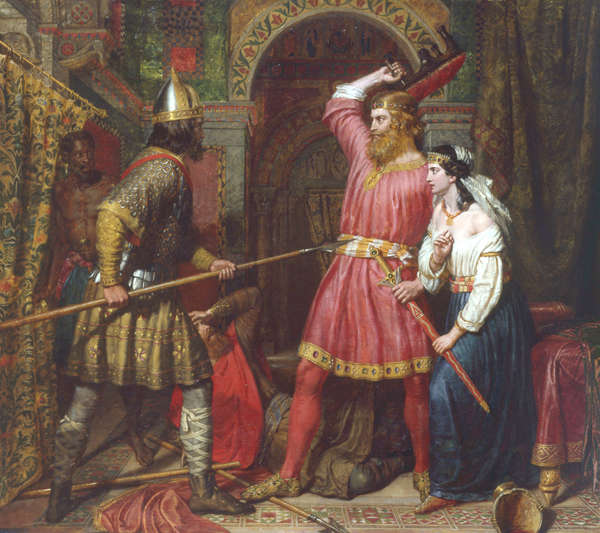
阿尔博因遇刺

阿尔博因（德語：Alboin；530年代—572年6月28日），伦巴底人的领袖，意大利伦巴第王国的建立者。

## 生平
阿尔博因在565年继承其父奥杜因，成为居住在多瑙河与亚得里亚海之间的日耳曼蛮族伦巴底人的首领。568年，在来自亚洲的游牧民族阿瓦尔人的帮助下，阿尔博因领导自己的部落打败了另一支日耳曼部落格皮德人。阿尔博因杀害了格皮德人的首领坎尼蒙德，并且拿后者的头骨当杯子，并强娶坎尼蒙德的女儿罗莎蒙德为配偶。
同年，他率领数万名伦巴底人和萨克森人翻越阿尔卑斯山，向意大利迁徙。他在569年攻占墨狄奥拉农（今米兰），然后经过三年的苦战征服了帕维亚。阿尔博因最终征服了意大利北部，在波河河谷地带建立起伦巴第王国，定都于帕维亚。
按照8世纪编年史作者的记载，在阿尔博因完成他的功业之后不久，他的妻子罗莎蒙德谋杀了他，也许是要为父亲和自己受到的屈辱报仇。
| 前任： — | 伦巴第王国君主 | 继任： 克莱夫 |